# کیم دائه-اون
کیم دائه-اون (به انگلیسی: Kim Dae-Eun) ژیمناست زادهٔ ۱۷ سپتامبر ۱۹۸۴ میلادی اهل کشور کره جنوبی است.